# Erotologie
Erotologie je zkoumání otázek týkajících se erótu, lásky pohlavního typu a jejích projevů. V současné době je v akademické vědě částečně zahrnuta v sexuologii, která ji od přelomu 19. a 20. století vytlačuje, avšak oproti ní není jejím primárním předmětem rozmnožování ani pohlavní diferenciace, ale erotické city a vztahy a jejich projevy a sociální a psychologický kontext. V současné době je erotologie málokde deklarována jako samostatná akademická disciplína, avšak například Institute for Advanced Study of Human Sexuality ji samostatně jmenuje vedle sexuologie mezi předměty své činnosti. Někteří odborníci (například Kurt Freund) kladou důraz na svébytnost erotologie například tím, že ve svých pracích píší o erotické preferenci namísto běžnějšího terminu sexuální orientace.

## Historie a koncepce
Od starověku až do současnosti bylo erotologii věnováno mnoho systematických odborných teoretických i praktických děl, z nichž některá se zabývají filosofií, psychologií i sociologií lásky, jiná technickými otázkami tělesného kontaktu nebo namlouvání.
Za díla konstituující Platónovu erotologii, která lásku (erós) považuje za umocněné přátelství (filia), jsou považovány dialogy jako Symposion a Faidros, druhotně i Lysis, vztahem lásky a přátelství se zabývá rovněž ve svých Zákonech (např. Nom. 837a). Lásku vzbuzuje podle Platóna pohled na krásu, a to v postupné gradaci: nejprve milujeme krásné tělo a odtud bereme podněty k rození krásných myšlenek a řečí. Dále pak poznáváme, že krása duše je cennější než krása těla. Takto se přibližujeme stále více k nejvyššímu vrcholu erotického zasvěcení, uzříme náhle krásu samu.
Mezi známá díla patří rovněž Ovidiovo Umění milovat, Ars amatoria. Platónská erotologie nalezla ohlasy i v středověké křesťanské mystice, například v díle Bernarda z Clairvaux O lásce k Bohu. Traktáty o lásce zaujímaly důležité místo v renesanční filosofii, patřily mezi ně Filozofie lásky Francesca Patriziho, Komentář ke „Kancóně o lásce“, dílu Girolama Benivieniho (napsal Giovanni Pico della Mirandola), teoretické traktáty o lásce, které napsali Marsilio Ficino, Leone Ebreo aj.
Michel Foucault ve svých Dějinách sexuality (1. díl, Vůle k vědění, 3. kapitola) rozlišuje společnosti, které jsou obdařeny ars erotica (uměním milovat, například Čína, Japonsko, Řím, arabsko-muslimské společnosti), v němž poznání vychází ze zkušenosti, učení a iniciace a praxí své účinky násobí, od naší (západní) civilizace, v níž ars erotica není známa, avšak která jako jediná praktikuje scientia sexualis, tedy postupy, v nichž hlavním rituálem pro produkci pravdy je doznání a aplikace těchto pravd má diskursivní a mocenský charakter. Ve středověku mělo doznání formu pokání, v novověku formu průzkumů, medicinalizace lásky a sexuality a další formy.

#### Primární
- Augustin: O manželství a žádostivosti
- Metoděj z Olympu: Hostina deseti panen
- Platón: Symposion, Faidros, Lysis, Zákony
- Ovidius: Ars amatoria
- Tertullianus: Výzva k čistotě

#### Sekundární
v češtině
- NALDONIOVÁ, Lenka. Erós a jeho metamorfózy. Ostrava: Ostravská univerzita, 2010. Dostupné online. ISBN 978-80-7368-840-0.
- TRETERA, Ivo, 2000. Nástin dějin evropského myšlení (Od Thaléta k Rousseauovi). 3. vyd. Praha—Litomyšl: Paseka. 374 s. ISBN 80-7185-278-3. Kapitola „Platónská láska“, s. 87–88.
- Jiří Zeman: Žena a krása. K otázkám erotologické estetiky. Gaudeaumus, nakladatelství Univerzity Hradec Králové, 2001, edice Prométheus, 43. svazek, ISBN 80-7041-352-2, anotace

v cizích jazycích
- Friedrich Karl Forberg: De figuris veneris, 1884, latinsky, překlady pod názvy Handbuch der klassischen Erotologie, Manual of Classical Erotology, Manuel d’érotologie classique, Manuale di erotologia classica, Klassische Liebesspiele/Wollust in den Villen Roms atd.
- Richard Francis Burton: The Perfumed Garden of the Cheikh Nefzaoui: A Manual of Arabian Erotology, 1886
- ШЕСТАКОВ, В. П., 2020. Европейский эрос. Философия любви и европейское искусство. Moskva: URSS. 224 s. Dostupné online. ISBN 978-5-382-01970-3. (rusky)